# Sonja Berg von Linde
Sonja Margareta Berg von Linde, gift Berg von Linde-Montén, född 12 september 1919 i Höja församling i Ängelholm, död 29 augusti 2006 i Lund, var en svensk jurist, kriminalvårdsdirektör och byråchef. Hon var sekreterare i Fredrika Bremer-förbundet.

## Biografi
Sonja Berg von Linde var dotter till Gösta (Gustaf) Berg von Linde, borgmästare i Ängelholm och modern Doris Berg von Linde, född Broberg. År 1923 utökades familjen med yngre systern Märta.
Sonja Berg von Linde var en aktiv yrkeskvinna som över åren hann med många samhällsviktiga poster. År 1942, 23 år gammal, avlade hon en juristexamen vid Lunds universitet. Från universitetsstudierna gick hon vidare till notarietjänstgöring i Ängelholm. Under 1944 var hon tillförordnad borgmästare i Ängelholm. Efter tingstjänstgöringen var hon mellan 1947 och 1955 verksam som jurist i kommunal förvaltning.
Under sin tid som notarie i Södra Åsbo och Bjäre härads domsaga gifte sig Sonja Berg von Linde i september 1943 med Erik Montén, filosofie licentiat i zoologi. Tillsammans fick de sonen Ivar född 1944 och dottern Eva 1948. Paret skilde sig 1963.
Mellan 1957 och 1961 var Sonja Berg von Linde förbundssekreterare i Fredrika Bremer-förbundet. Tillsammans med företrädare för flera andra kvinnoförbund var hon bland annat med och drev frågan om kvinnliga präster i Svenska kyrkan som ett led i att kvinnor skulle få rätt att utöva alla yrken. Under åren 1962 och 1963 var hon förste byråsekreterare för Fångvårdsstyrelsen (nuvarande Kriminalvården) och blev sedan utsedd till byrådirektör åren 1964–1966. Nästkommande år, 1967, blev Sonja Berg von Linde utsedd till avdelningsdirektör för Kriminalvårdsstyrelsen (nuvarande Kriminalvården), en post som hon också innehade år 1970.
1969 fick Berg von Linde tjänsten som kriminalvårdsdirektör för kvinnoräjongen och anstaltschef för kvinnofängelset Hinseberg, som var Sveriges enda kvinnliga fångvårdsanstalt. Av tidningsrapporter att döma var det problem med överbeläggning på Hinseberg när Sonja Berg von Linde tillträde. Hon gav hon uttryck för human fångvård med inställningen att fångarnas tid på Hinseberg skulle ge dem tid till eftertanke snarare än vara ett straff där förstagångsförbrytare socialiserades in i fortsatt kriminalitet.
Jobbet som kriminalvårdsdirektör följdes av en tjänst som avdelningsdirektör för Riksdagens förvaltningskontor (nuvarande Riksdagsförvaltningen) mellan åren 1971 och 1980, där hon sedan var byråchef 1981–1984. Tjänsten som byrådirektör avslutade Sonja Berg von Lindes yrkeskarriär. Andra poster hon innehade under sitt yrkesliv var sekreterare i kommittén för fångvårdens arbetsdrift mellan åren 1964 och 1968. Hon var även ledamot i European Centre for Parliamentary Research and Documentation (ECPRD) 1981–1984.
Sonja Berg von Linde engagerade sig även fackligt och var ledamot i Juseks styrelse 1979–1983. På sin fritid var hon vice ordförande för den svenska Genealogiska Föreningen 1973–1987.
Sonja Berg von Linde blev 87 år och avled i Lund 2006. Hon är gravsatt på Svalövs gamla kyrkogård. I nekrologen nämns hennes livskamrat Märta Gabrielsson bland de närmast sörjande.